# Kim Szongszu (politikus)
Kim Szongszu (김성수; egyéb átírásváltozatok: Gim Szong szu, Kim Szong szu, Kim Seongsu) (Kocshang, 1891. október 11. – 1955. február 18.) dél-koreai politikus, 1951–1952 között az ország alelnöke.